# Pierre Battesti
Pour les articles homonymes, voir Battesti.
Pierre Battesti, né le 2 novembre 1903 dans la localité de Pont-de-Duvivier (aujourd'hui Bled Bou Lamar, Bouchegouf, Algérie) et mort le 20 mai 1973 à Biguglia (Corse, France), est un homme politique français.

## Biographie
Il est militaire de métier et atteint le grade de colonel. Farouchement opposé à la IVe République, il rejoint un mouvement de réflexion autour de Michel Debré où se trouvent des personnalités comme Jean-Baptiste Biaggi, Maxime Blocq-Mascart ou encore Pascal Arrighi.
Il est élu député pour l'UNR en 1958 après une triangulaire qui l'a opposé, entre autres à  Étienne Dailly. En désaccord sur la gestion de la question algérienne, il quitte le parti, en 1959. Considéré comme Non-Inscrit jusqu'en décembre 1960, il rejoint le groupe Regroupement national pour l'unité de la République dans lequel figure entre autres Léon Delbecque.
Il ne se représente pas aux élections législatives de 1962, et Paul Séramy, lui succède. Il se retire alors en Corse où il décède en 1973.

## Détail des fonctions et des mandats
Mandat parlementaire
- 30 novembre 1958 - 9 octobre 1962 : député de la 5e circonscription de Seine-et-Marne